# كيمارلي براون
أشاني كيمارلي براون (بالإنجليزية: Kemarley Brown)‏ (ولد في 20 يوليو 1992) عداء مسافات قصيرة بحريني الجنسية جامايكي المولد. متخصص في سباقات 100 متر و200 متر. رقمه القياسي في سباق 100 متر كان بزمن قدره 9.93 ثانية.

## المسيرة الرياضية
تنافس براون لصالح بلد مولده جامايكا حتى عام 2015 عندما انتقل إلى تمثيل البحرين.
حصل على أول ميدالية دولية مع فريق التتابع الجامايكي 100 متر تتابع في ألعاب كاريفا 2011 حيث صعد مع أوديل تود وكيمار بيلي كول وجازيل ميرفي إلى قمة المنصة. أصيب بجروح بعد ذلك مما أدى إلى توقف تطوره.
انتقل إلى الولايات المتحدة لتلقي التعليم ودرس في كلية ميريت في أوكلاند في ولاية كاليفورنيا في عام 2012. بينما كان يتواجد هناك تحسنت قوته وقدرته على التحمل وفاز مرتين ببطولة كليات كاليفورنيا في سباق 100 متر. حصل على لقبه الثاني في عام 2014 في بطولة كاكا للبطولة والميدان من خلال كسر حاجز 10 ثواني بتحقيق أفضل وقت شخصي له بزمن قدره 9.93 ثانية وهو الأسرع في سباق 100 متر من قبل رياضيي الكلية الشباب. بهذا الزمن احتل المركز الخامس على مستوى العالم لهذا الموسم متخلفا عن الجامايكي الوحيد الآخر أسافا باول. في نفس العام 2014 حقق أفضل رقم شخصي بزمن قدره 20.38 ثانية في سباق 200 متر مما جعله يدخل قائمة أفضل خمسين زمن في هذا الحدث في هذا الموسم.
فاز كيمارلي ببطولة أوتيك لألعاب القوى الكلاسيكية في كينغستون عاصمة جامايكا في 11 أبريل 2015. في يوليو 2015 طلب نقل الولاء لتمثيل البحرين.
مثل براون البحرين في دورة الألعاب الأولمبية الصيفية 2016 التي عقدت في ريو دي جانيرو بالبرازيل. في سباق 100 متر تأهل إلى الدور نصف النهائي بزمن قدره 10.13 ثانية.

## الأرقام القياسية
- 100 متر – 9.93 ثانية (2014)
- 200 متر – 20.38 ثانية (2014)

## البطولات الدولية
| العام       | المسابقة                  | المكان                  | المركز             | حدث           | ملاحظة      |
| مثل جامايكا | مثل جامايكا               | مثل جامايكا             | مثل جامايكا        | مثل جامايكا   | مثل جامايكا |
| ----------- | ------------------------- | ----------------------- | ------------------ | ------------- | ----------- |
| 2011        | ألعاب كاريفتا تحت 20 سنة  | مونتيغو باي، جامايكا    | 1                  | 100 متر تتابع | 39.75       |
| 2015        | الألعاب الجامعية الصيفية  | غوانغجو، كوريا الجنوبية | 2                  | 100 متر       | 10.12       |
| مثل البحرين |                           |                         |                    |               |             |
| 2016        | الألعاب الأولمبية الصيفية | ريو دي جانيرو، البرازيل | 18 (النصف النهائي) | 100 متر       | 10.13       |